# クルツィオ・マラパルテ
クルツィオ・マラパルテ (Curzio Malaparte、1898年6月9日 - 1957年7月19日)は、イタリアの作家、小説家、ジャーナリスト。本名はクルト・エーリッヒ・ズッケルト (Kurt Erich Suckert)。クルチオ・マルバルテとも表記される。小説『カプート』(Kaputt、邦題:壊れたヨーロッパ)などで知られている。

## 生涯
イタリア王国トスカーナのプラートで生まれた。父はドイツ人、母はロンバルディア出身。地元プラートの学校で初等・中等教育を受ける。第一次世界大戦が勃発し、16歳でフランスの外人部隊に志願、ガルバルディ旅団所属。イタリアが連合軍側に参戦したあと帰国、イタリア陸軍第5アルピーニ連隊に所属し、最終的に大尉まで昇進した。1922年にムッソリーニ率いるファシスト党のローマ進軍に参加。ファシズム左派の中心的理論家として活躍。しかしながら、やがてムッソリーニやヒトラーを批判し始め、ムッソリーニから疎まれる。そして1933年にファシスト党を除名される。それから反ファシズムの容疑で逮捕、流刑に処されるが、友人で外務大臣ガレアッツォ・チャーノの尽力で解放される。解放後、カプリ島で海を望む崖の上にマラパルテ邸を建築し、多くの文化人を集めた。
戦中、コリエーレ・デラ・セラ紙の記者としてユーゴスラビアに行き、その後、東部戦線の激戦地に送られた。フィンランドやラップランドを経由して1943年半ばにイタリアに帰国後、マラパルテ邸にこもった。ウクライナの小さな村で執筆を始めた小説『壊れたヨーロッパ』は帰国後に刊行、ヨーロッパ中でベストセラーになる。1943年から反ファシズムのレジスタンスに参加、それから自由イタリア軍将校、アメリカ軍司令部の連絡役として活躍した。戦後、イタリア共産党に入党しようとするなど、共産主義に急接近した。1947年にパリ移住。1949年、小説『皮』を発表。毛沢東に感銘を受け、中国へ赴く。中国滞在中、長年の持病を悪化させ、イタリアに帰国。1957年にローマで肺癌のため死去。

## 邦訳

### 小説
- 『皮』（岩村行雄訳、村山書店、1958年）
- 『壊れたヨーロッパ』(古賀弘人訳、晶文社、1990年)

### 随筆・評論
- 『クーデターの技術』(手塚和彰・鈴木純共訳、中央公論新社〈中公選書〉、2015年／中公文庫、2019年)